# Francesco Mancini (Maler)

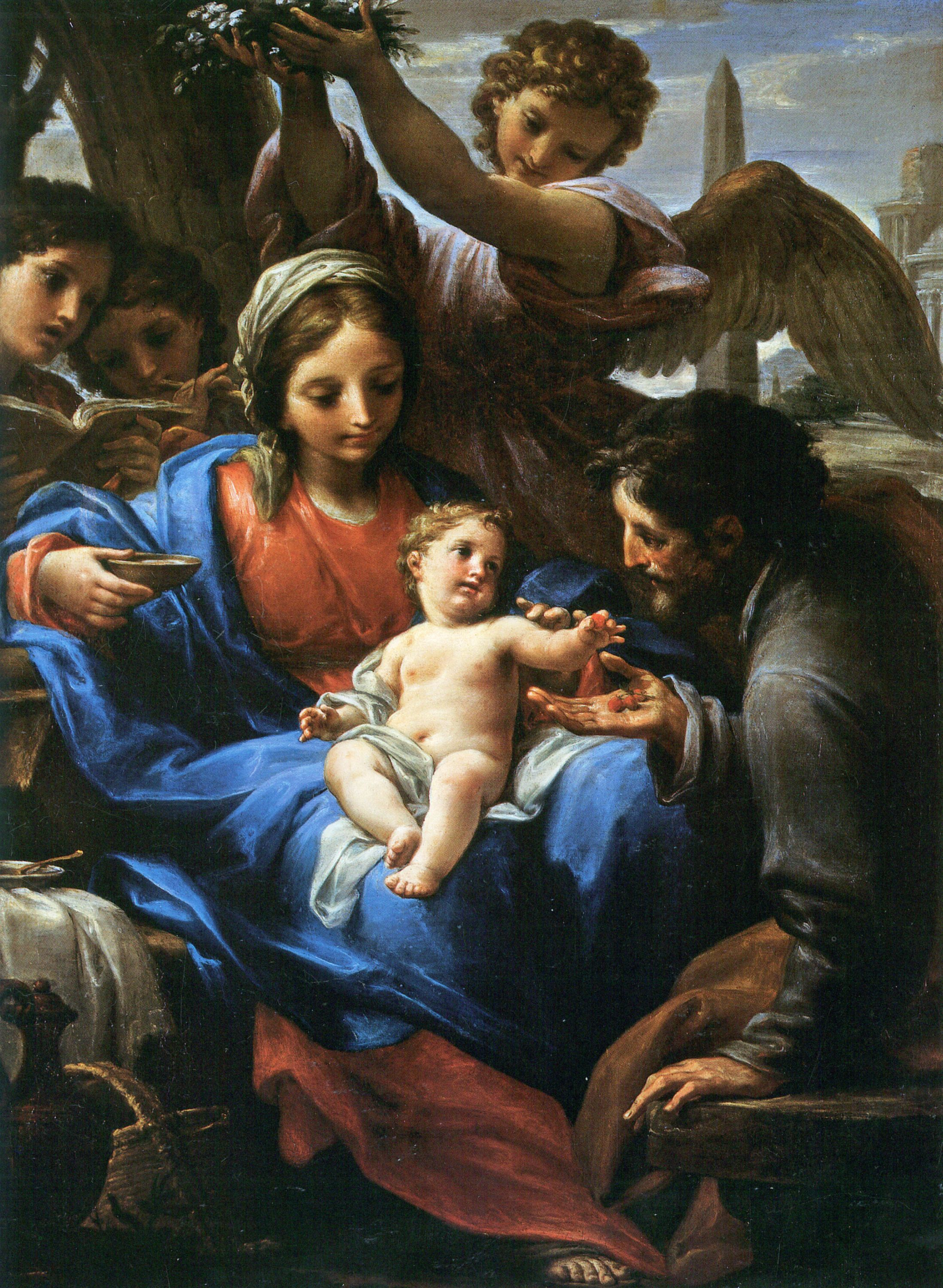
Rast auf der Flucht nach Ägypten

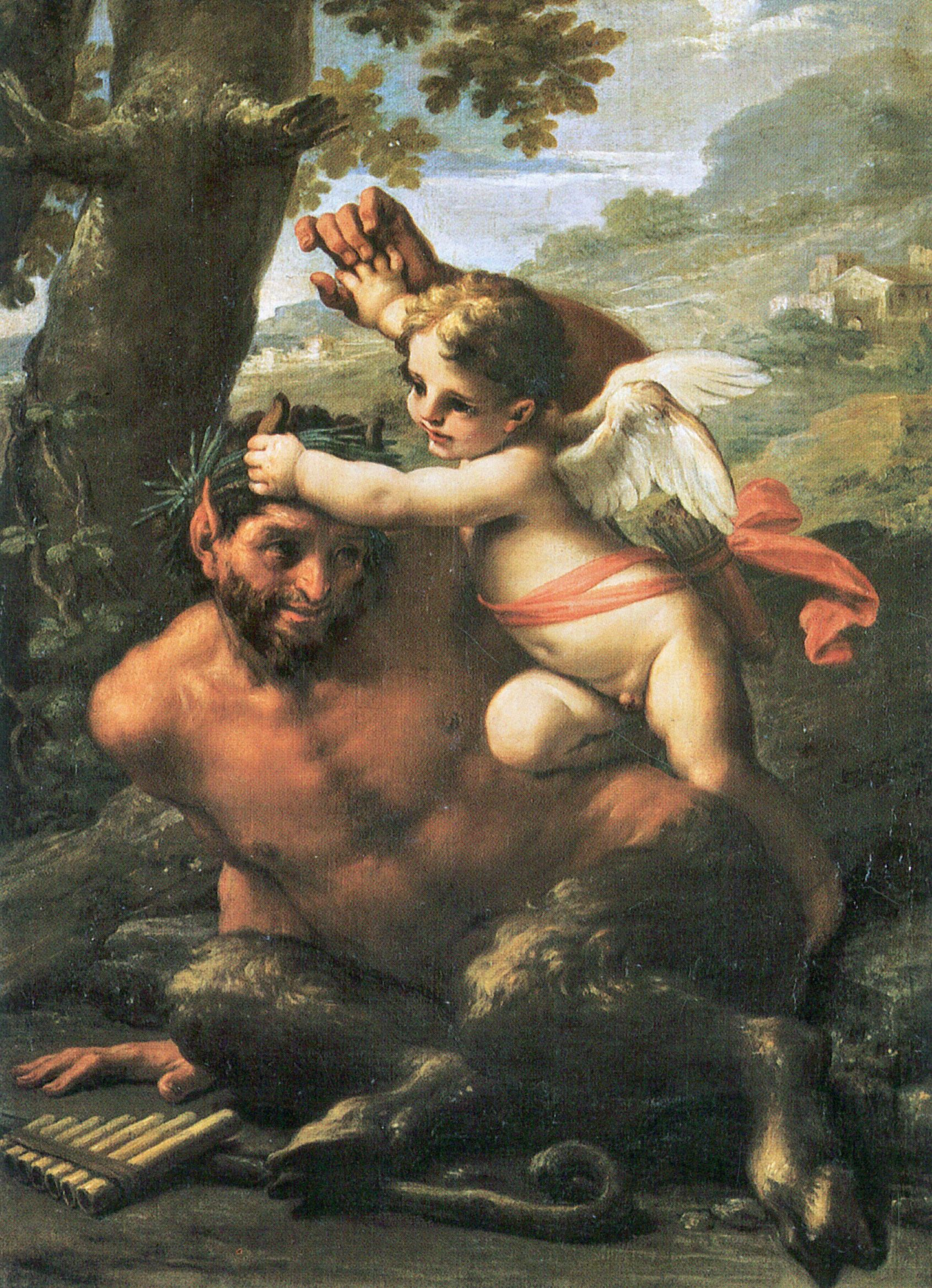
Der Kampf zwischen Amor und Pan

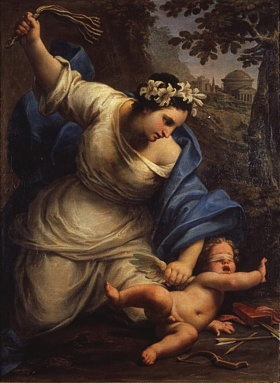
La Castità punisce Amore

Francesco Mancini (* 24. April 1679 in Sant’Angelo in Vado (PU); † August 1758 in Rom) war ein italienischer Maler. Er erhielt seine Ausbildung in Bologna bei Carlo Cignani, und sein künstlerischer Ausdruck wurzelt in der klassischen Tradition Bolognas und der Region Emilia-Romagna.
Seine künstlerische Bedeutung misst sich sowohl an der Vielzahl der erhaltenen Aufträge als auch an seinen Berufungen: Er wurde 1732 Akademiemitglied in Frankreich, 1743 und 1745 war er im Verwaltungsrat der 1542 gegründeten Päpstlichen Akademie der schönen Künste und der Literatur (Pontificia Insigne Accademia de Belle Arte e Lettre dei Virtuosi al Pantheon), 1750/51 Leiter der Accademia di San Luca. Mancini schuf fast ausschließlich kirchliche Werke und war im Kirchenstaat (Rom und Provinzen) tätig. Mit seinen Werken leistete er einen bedeutenden Beitrag zur Entwicklung der Form und Ikonographie der Altartafel.
Unter seinen Zeitgenossen nahm Mancini eine einzigartige Stellung ein. Er entwickelte in seinen Gemälden eine ganz individuelle Formensprache, die als Synthese barocker Elemente und derer des Rokoko bezeichnet werden kann. Sie ist auch definiert als schlichter und ungezwungener Malstil sowie als fließende, vitale Farbmaterie. Zu seinen Schülern gehörten beispielsweise Giovanni Andrea Lazzarini, Nicola Lapiccola und Domenico Corvi, in deren neoklassischen Werken am Ende des Jahrhunderts der stilistische Einfluss des Meisters fortlebt.

## Werke
Zum Werk Mancinis gehören Fresken für die Neugestaltung der Kathedrale von Foligno, die 1703 durch ein Erdbeben beschädigt worden war.
Einige seiner Gemälde:
- Rast auf der Flucht nach Ägypten, Pinakothek des Vatikans, Saal XV, Inventar-Nr. 40398. Ursprünglich mit Carlo Maratta in Verbindung gebracht, wurde das Gemälde nach seiner Ausstellung in der Vatikanischen Pinakothek im Jahr 1932 korrekterweise Mancini zugeschrieben.
- Kampf zwischen Amor und Pan, Pinakothek des Vatikans, Saal XV, Inventar-Nr. 40748.
- La Castità punisce Amore, Deutsch sinngemäß: Keuschheit schlägt Liebe, Palazzo del Quirinale Rom, Prima sala di reppresentanza (3).

Papst Clemens XIV. erwarb 1772 drei Gemälde von Francesco Mancini.